# Lysandra latefasciata
Lysandra latefasciata är en fjärilsart som beskrevs av Schultz 1906. Lysandra latefasciata ingår i släktet Lysandra och familjen juvelvingar. Inga underarter finns listade i Catalogue of Life.